# Lamington (Vulkan)
Der Lamington ist ein Schichtvulkan in der Provinz Oro in Papua-Neuguinea. Der Vulkan wurde durch seinen Ausbruch im Januar 1951 bekannt, bei dem der Ort Higatura zerstört wurde und ungefähr 3000 Menschen starben.
Der Vulkan liegt im Südosten der Insel Neuguinea circa 21 Kilometer südsüdwestlich der Provinzhauptstadt Popondetta und etwa 35 Kilometer von der Küste zur Salomonensee entfernt. Vor 1951 bestand der Berg aus mehreren Gipfeln, die um ein nach Norden gerichtetes Tal halbkreisförmig angeordnet waren. Der Berg ist nach Charles Cochrane-Baillie, 2. Baron Lamington benannt, der von 1896 bis 1901 Gouverneur von Queensland war.

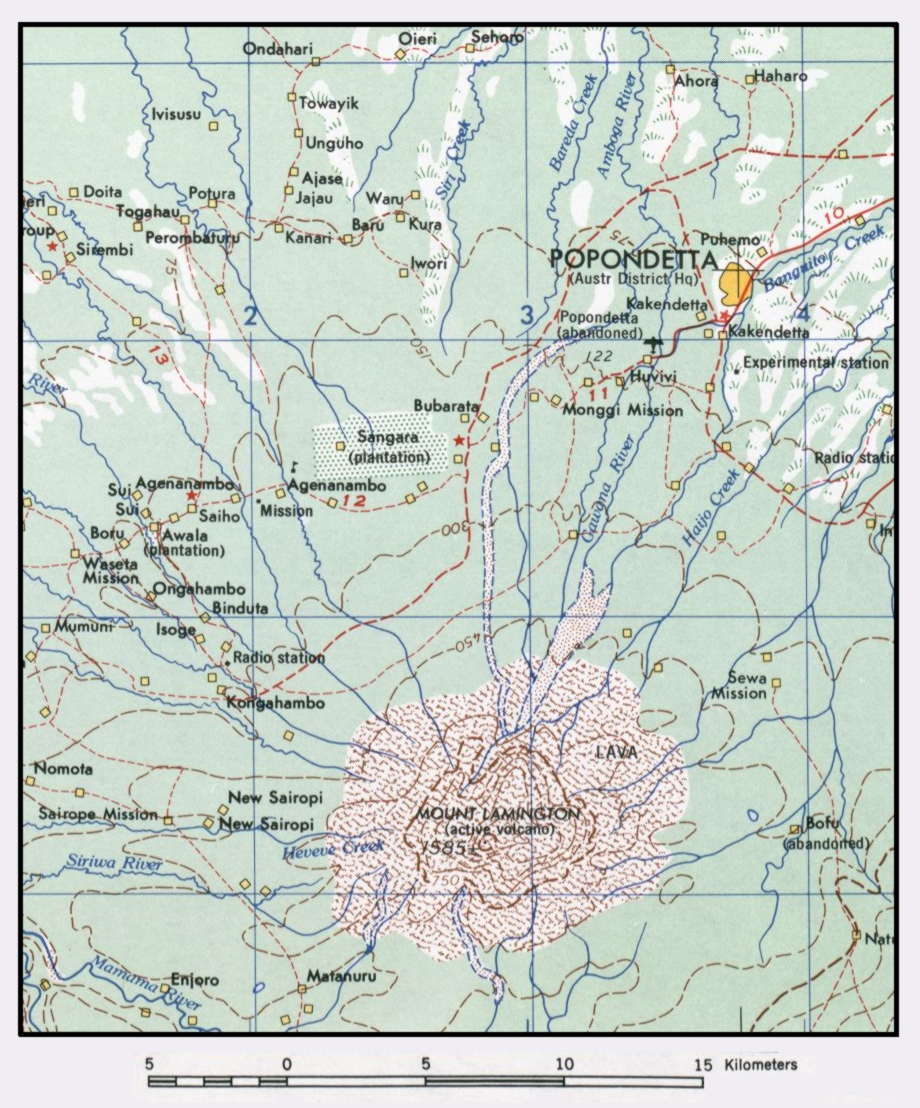
Der Vulkan Lamington und Popondetta. Karte der U.S. Army von 1962.

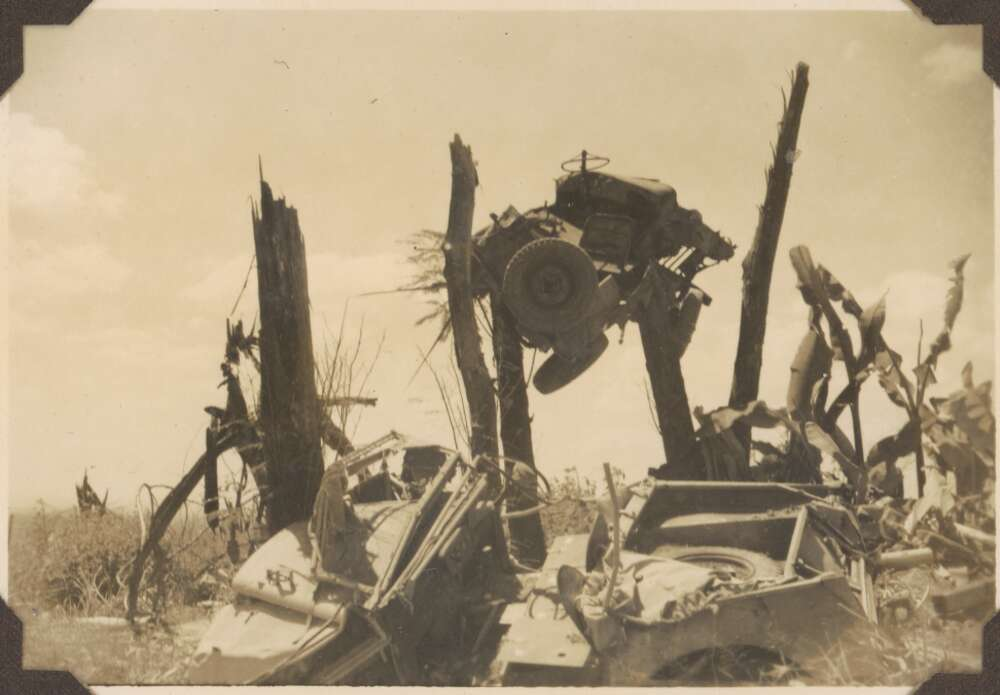
Schäden durch den pyroklastischen Strom vom 21. Januar 1951: Ein auf Baumstämmen aufgespießter Jeep.

Vor 1951 war nicht bekannt, dass es sich bei dem bewaldeten Berg um einen Vulkan handelt. Bei späteren Untersuchungen wurden Ascheschichten gefunden, anhand derer zwei Ausbrüche vor circa 8000 und knapp 7000 Jahren bestimmt werden konnten.
Am 15. Januar 1951 wurden neu entstandene Erdrutsche an den Gipfeln des Lamington bemerkt; später stieg von dort eine dünne Rauchsäule auf und es kam zu leichten Erdbeben. Die zahlreichen Beben der folgenden Tage führten zum Einsturz einiger Häuser. Zugleich stiegen über dem Vulkan immer größere Eruptionswolken auf, die zunehmend Asche enthielten und eine Höhe von sieben bis neun Kilometer erreichten. Die Bewohner kleiner, unmittelbar am Vulkan gelegener Dörfer begannen zu fliehen.
Am 21. Januar 1951 kam es zu einer heftigen Eruption der Stärke 4 auf dem Vulkanexplosivitätsindex, die pyroklastische Ströme und Lahars auslöste. Ein Gebiet von 175 km² wurde vollständig verwüstet; betroffen waren Flächen rings um den Vulkan, vor allem die Gegend nördlich des Kraters. Die Ortschaft Higatura und mehrere Dörfer wurden zerstört; dabei starben 2942 Menschen.
Die Rettungsarbeiten wurden durch erstickenden Staub, Schwefeldämpfe und die über Monate anhaltend heiße Asche behindert. Der Ausbruch setzte sich begleitet von einem stetigen Dröhnen, das noch in über 300 Kilometer Entfernung auf der Insel Neubritannien zu hören war, fort. Dabei baute sich im Krater ein Lavadom auf, der am 5. März eine Höhe von rund 300 Metern erreicht hatte, ehe er durch eine Eruption zerstört wurde. Bei der Eruption wurden metergroße Blöcke drei Kilometer weit geschleudert; aus Bimsstein und Felsbrocken bestehende Ströme legten Entfernungen von bis zu 14 Kilometer zurück und setzten dabei Bäume in Brand. Ein zweiter Lavadom erreicht eine Höhe von etwa 550 Metern und wurde Mitte Mai zerstört. In ähnlicher Weise setzten sich die Ausbrüche bis 1956 fort.
Der australische Vulkanologe Tony Taylor wurde im April 1952 für seinen Beitrag zu den Rettungsarbeiten mit dem Georgs-Kreuz ausgezeichnet. Taylor hatte sich seit Januar 1951 am Lamington aufgehalten und durch seine Beobachtungen in der Gefahrenzone zur Rettung von Leben beigetragen und die Gefährdung von Hilfskräften minimiert, so die Begründung für die Ordensverleihung. Taylor veröffentlichte 1958 unter dem Titel The 1951 eruption of Mount Lamington eine Dokumentation und Analyse der Eruptionen, die zu einem Klassiker unter den vulkanologischen Veröffentlichungen wurde.
Mitte der 1960er Jahre glich die Vegetation des durch den pyroklastischen Strom zerstörten Gebiets wieder der benachbarter Flächen. Im April 2002 kursierten in der Gegend von Popondetta Gerüchte über einen bevorstehenden Ausbruch des Lamington. Untersuchungen des Rabaul Volcanological Observatory ergaben keine konkreten Hinweise auf eine bevorstehende Eruption. Der Vulkan wird seit 1970 wieder überwacht; dabei wurden selten Erdbeben registriert.